# Василій Захарофф
Василій Захарофф, або сер Безіл Захарофф (англ. Sir Basil Zaharoff), або Басілейос Заха́роф (Захаріоу, грец. Βασίλειος Ζαχάρωφ (Ζαχαρίου); 6 жовтня 1849, Мугла, Османська імперія — 27 листопада 1936, Монте-Карло, Монако) — грецький торговець зброєю, бізнесмен та фінансист, директор та голова компанії «Vickers-Armstrongs» під час Першої світової війни.
Про Захароффа казали, що він підживлював конфлікти, аби продавати зброю обом сторонам. Він володів 14 мовами, а його ім'я вимовлялось по-різному в залежності від країни перебування: в Англії — Безіл, в Росії — Василь Васильович, у Франції — Базіль. Отримав прізвиська «міжнародна людина-загадка», «торговець смертю», «європейський привид».

## Біографія

### Ранні роки
Василій Захарофф походить з грецької сім'ї, яка проживала в Константинополі. Його сім'я взяла прізвище Захарофф під час висилки до Росії в результаті здійснених турками-османами великодніх грецьких погромів 1821 року. Сім'я повернулася до Османської Туреччини у 1840-ві роки й жила в містечкові Мугла в Малій Азії, де 6 жовтня 1849 року й народився Базілейос Захаріас. Російському періодові життя сім'ї він зобов'язаний як прізвищем Захарофф, так й знанням російської мови (сім'я декілька років жила в Одесі). До 1855 року вони повернулися до Константинополю, де проживали в бідних кварталах району Татавла. Дитинство Василія пройшло на вулицях цього міста.
Найпершим заробітком маленького Василія стає робота гідом для туристів. Він відводив їх до Галати, кварталу повій в Константинополі, де вони набували забороненої насолоди, яка виходила за межі звичайної проституції. Пізніше він працює пожежником. У XIX столітті пожежники в Константинополі були не настільки ефективними в гасінні пожеж, як в порятункові скарбів багатих людей за чесну винагороду. Багато хто також займався рекетом та крадіжками.
Потім Василій працює обмінником валюти. Стосовного цього періоду його кар'єри висуваються непідтверджені звинувачення в тому, що він, імовірно, передавав фальшиву валюту туристам, які цього не помічали, поки не покидали Константинополь.

### Проблеми з законом
1866 року Захарофф з'являється в Лондоні й опиняється в осередку скандалу, який приводить його до суду в справі про незаконну комерційну діяльність, включно з експортом деяких цінностей з Константинополя до британської столиці. Діаспора константинопольських греків у Лондоні надавала перевагу вирішенню справ, пов'язаних з членами спільноти, поза стінами англійського суду. За 100 £ Василія звільняють за умови, що він виплатить збитки позивача та залишиться в межах юрисдикції суду. Він негайно виїжджає до Афін.
В Афінах 24-річний Захарофф заводить дружбу з політичним журналістом Етьєном Скулудісом. Красномовний Захарофф переконує Скулудіса в своїй правоті стосовно судового процесу в Лондоні.
Доля сприяє Василію Захароффу. Один з друзів Скулудіса, шведський капітан, полишає посаду представника компанії Торстена Норденфельта, яка виробляє зброю. Користуючись випадком, Скулудіс рекомендує Захароффа на звільнене місце. 14 жовтня 1877 року Захароффа приймають торговим представником зброярної компанії Норденфельта, що стає початком неперевершеної кар'єри.
Напружена політична та військова ситуації довкола Балкан надають чудову нагоду проявити себе молодому торговцеві зброєю. Туреччина, Австро-Угорщина, Німеччина з однієї сторони, Росія, Франція, Велика Британія з іншої активно збільшують видатки, аби протистояти, за переконанням кожної, агресивним планам супротивника, без особливої уваги до Берлінської угоди 1878 року.

### Підводний човен

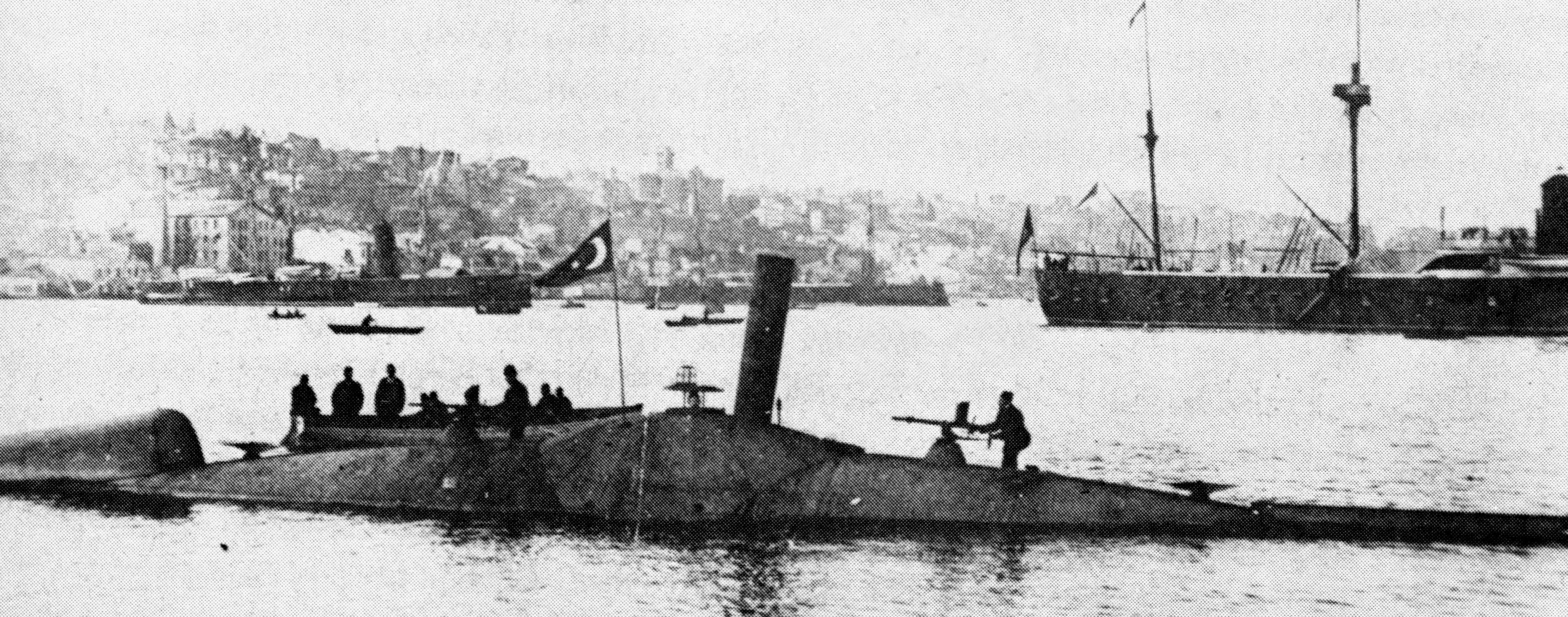
Ottoman submarine Abdül Hamid — підводний човен Османської імперії, перша в історії флоту субмарина, яка здійснила запуск торпеди з підводного положення

Однією з найзначніших домовленостей Захароффа став продаж підводного човна Nordenfelt I з паровим двигуном, створеного за кресленнями британського винахідника Джорджа Гарретта, який характеризували в морській розвідці США як «небезпечну, з незвичайним штибом пересування». Торстен Норденфельт показав субмарину влітку 1887 року в Спітгеді, під час грандіозного військово-морського параду з нагоди 50-ліття царювання королеви Вікторії. Демонстрація завершилась запуском торпеди з надводного положення. Таким чином Захарофф та Норденфельд успішно продемонстрували судно на міжнародному форумі військової еліти. Й хоча великі країни—гравці проігнорували незвичний, надмір непередбачуваний, але в той самий час, безсумнівно, й доволі авангардний проект, то декілька країн виявили зацікавленість у купівлі.
Греки побоювалися флоту Туреччини, що зростав. Їм був необхідний достатньо ефективний, новий, та не дуже дорогий засіб протидії. Проект Норденфельта привернув їх увагу. Ідучи на ліберальні умови оплати, Захарофф продав першу модель Греції.
Потім він зумів переконати турків у тому, що грецький підводний човен містить в собі для них загрозу та продав їм дві (Nordenfelt II — «Абдул-Гамід» та Nordenfelt III — «Абдул-Меджид»). Після цього він провів перемовини з росіянами, переконуючи їх, що на Чорному морі тепер з'явилася нова значна загроза.
Першопочатково, після детального ознайомлення російської комісії, яку очолював контр-адмірал Іван Диков, з підводним човном, від купівлі було вирішено відмовитись з приводу наступних причин: «1. Човен Норденфельда, який було досліджено, не є підводним, оскільки плавати під водою на певній глибині не може. 2. Занурення її хоча б на нетривалий час супроводжується великими ускладненнями та є зовсім неможливим у відкритому морі. 3. На човні недостатньо місця для двох навіть 14-футових (4,3 м) (торпедних) апаратів. 4. Умови для життя команди надто погані, а за умови плавання в морі… незносні».
Але підводний човен (Nordenfelt IV, найдосконаліша модель, з двома паровими двигунами та двома торпедними апаратами) сподобались Олександру III й він наказав її придбати. Але в листопаді 1888 року він заліг на ґрунт поблизу Ютландії при переході до Кронштадту й був роздавлений товщею води, через що царське правління відмовилось платити Норденфельду. Пізніше його підняли, й Nordefelt IV повернувся до виробника у практично невідновлюваному вигляді.
Жоден з цих підводних човнів так й не взяв участі в битві на морі.

### Кулемет Максима

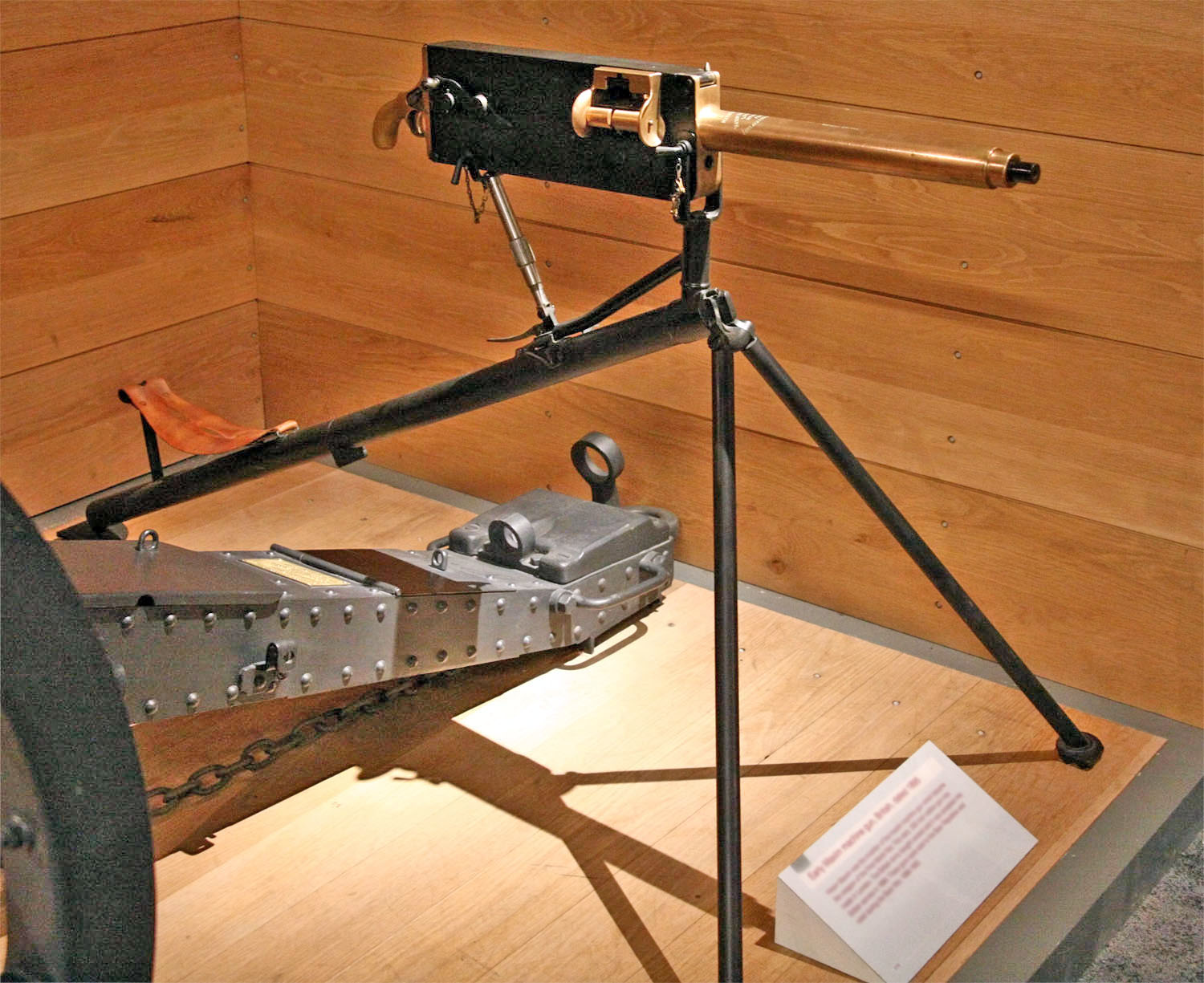
Кулемет Максима.

Наступною знаковою людиною, яка з'явилася в житті Захароффа, стає інженер Гайрем Стівенс Максим. Автоматичний принцип роботи кулемета Максима здійснив революцію в галузі стрілецького озброєння. До нього існували лише багатоствольні моделі, які приводилися в дію вручну, з відносно невисокою швидкістю стрільби.
Саме такі, менш досконалі, кулемети виробляли заводи Торстена Норденфельда. Новий вид кулемету стає небезпечним конкурентом продукції норденфельдівських робітників. Існує точка зору, що Захарофф приклав руку до подій, які зривали намагання Максима продемонструвати свій винахід в період між 1886 та 1888 роками.
Спочатку кулемет Максима та кулемет Норденфельта мали продемонструвати в Спеції, Італія, перед обраною територією, до якої входив герцог Генуезький. Представники Максима на захід не прибули, оскільки певна людина, особу якої не вдалось встановити, запропонував їм тур нічними закладами Спеції, після якого ті були не в стані піти будь-куди.
Другий раунд відбувся у Відні. Тут супротивників попросили модифікувати свою зброю так, аби можна було використовувати патрони стандартного калібру, який використовувався австрійською піхотою. Вистрілявши декілька сотень патронів, кулемет Максима став нестабільним й потім повністю зупинився. Коли Максим розібрав зброю, аби розібратися в тому, що трапилось, він виявив, що вона стала об'єктом саботажу, але було вже надто пізно.
Третє випробування відбулося так само у Відні, й тут зброя спрацювала відмінно. Але якась невідома людина проводить перемовини зі старшими офіцерами й переконує їх в тому, що виробити таку неперевершену зброю можна лише вручну, по одному примірникові за раз, й що без допомоги масового виробництва Максим ніколи не зможе виробити кулемет в кількостях, достатніх, аби задовольнити потреби сучасної армії. Норденфельт та Захарофф перемагають. Максим, впевнений в тому, що в нього на руках перебуває чудовий товар, об'єднується з Норденфельтом та його головним торговцем, Захароффим, з виплатою останнім доволі великих комісійних.
Хоча дуже мало фактів було задокументовано, Захарофф сприймався як майстер хабарів та корупції, але ті кілька подій, які стали відомі суспільству — наприклад, хабарі в особливо великих розмірах, отримані японським адміралом Фудзі, — свідчили про те, що набагато більше подій відбувалося за завісою. 1890 року об'єднання Максима-Норденфельта розпалося й Захарофф вирішує піти з Максимом. На свої комісійні Захарофф закуповує акції компанії Максима доти, доки не повідомляє Максимові, що тепер він є не найманим робітником, а рівноправним власником акцій компанії.

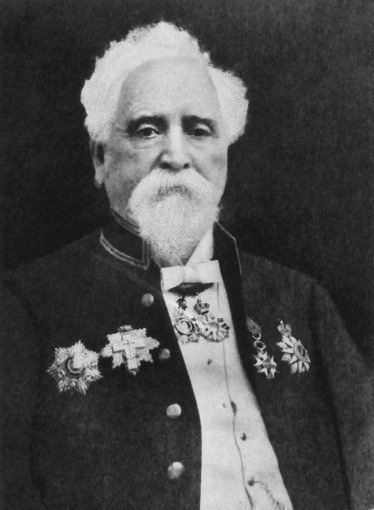
Сер Гайрам Стівенс Максим, винахідник кулемету Максим та компаньйон Василія Захароффа.

До 1897 року компанія Максима стає достатньо великою, аби отримати пропозицію про викуп від гіганта збройної індустрії «Віккерс». Пропозиція приймається. Це приносить великий прибуток грошима та акціями Максимові й Захароффу. Так, 1905 року «Віккерс» заплатив Захароффу 86 000 фунтів стерлінгів як своєму головному торговому агентові. З цього періоду й по 1911 рік, відповідно до падіння інтересу Максима до бізнесу, пакет акцій компанії «Віккерс» Захароффа тільки зростає. З виходом Максима на пенсію Захарофф вступає до ради директорів «Віккерс».
Перше десятиліття XX століття — період, в якому багатьом європейським арміям довелось пережити перебудову та модернізацію. Німеччина та Англія в особливості бачили необхідність в модернізації флоту. «Віккерс» та Захарофф пропонували свої послуги обом сторонам.
Після нищівної поразки в російсько-японській війні в Російській імперії було прийнято програму модернізації флоту, але в країні переважали протекціоністські тенденції, які потребували використання для модернізації національної індустрії. Більш того, програма переобладнання ВМФ була на всяк випадок урізана з 3 мільярдів рублів до півтора, оскільки одночасно були потрібні бюджетні вливання в залізничне будівництво. Ходом Захароффа стає побудова великого військово-промислового комплексу у Царіцинові як дочірньої компанії «Vickers».
Оприлюднення російських імператорських архівів після Першої світової війни призвело до більшого розуміння тактики військової промисловості. Так, в одному з листів від 1907 року, написаних факторією Пола фон Гонтарда (таємно контрольована «Віккерсом» компанія в Німеччині) представникові «Віккерса» в Парижі, рекомендувалось оприлюднити прес-релізи у французькій пресі з інформацією, що французам необхідно провести модернізацію своїх військ, аби зуміти впоратись із загрозою, яка виходить від Німеччини, що саме переозброювалася. Витрати на переозброєння зростали з обох сторін, що працювало на руку Захароффові.

### Перша світова війна
У роки, які безпосередньо передували Першій світовій війні, Захарофф розширює свою власність. Він розвиває зброярний бізнес. Він купує Об'єднаний Паризький Банк, традиційно пов'язаний з важкою промисловістю, й отримує можливість ефективніше контролювати фінансові потоки «третьої республіки». Контролює щоденну газету «Excelsior», аби забезпечувати хорошу пресу (головний піар того часу) оборонної індустрії.
Для більшої ваги у французькому суспільстві йому не вистачає лише знань. Тому Захарофф засновує будинок для літніх людей, для французьких моряків, що відкриває йому дорогу до Ордену Почесного легіону. Кафедра аеродинаміки в Паризькому університеті робить його офіцером, й 31 липня 1914 року — в той самий день, коли вбивають Жана Жореса, — Раймон Пуанкаре підписує наказ про нагороду його ступенем Командора Ордену Почесного легіону. В березні 1914 року «Віккерс» оголошує, що іде новий період процвітання.
Лише в Англії «Віккерс» під час війни виробив 4 лінійні кораблі, 3 крейсери, 53 субмаріни, 3 допоміжних судна, 62 легких судна, 2 328 гармат, 8 млн т сталевих конструкцій, 90 тис. мін, 22 тис. торпед, 5 500 літаків та 100 тис. кулеметів. До 1915 року Захарофф вів справи й з Девідом Ллойдом Джорджем й з Арістідом Бріаном. Є свідчення, що, скориставшися з візиту до Бріана, Захарофф непомітно залишив конверт на столі останнього, в якому знаходився чек на мільйон франків для солдатських вдів.
Одним з завдань Захароффа під час війни було переконатися, що Греція увійшла до війни на боці Союзників, що допомогло б закріпити східний фронт. На початку це здавалося неможливим, адже король Костянтин I сам був доволі близьким до Гогенцоллернів та був чоловіком сестри кайзера Вільгельма II. Але Захарофф заснував інформаційну агенцію в Греції, яка активно розповсюджувала новини, сприятливі для Антанти. Й протягом декількох місяців Костянтин був зміщений на користь прем'єр-міністра Венізелоса в результаті повстанського руху прибічників останнього.
По війні «The Times» підрахувала, що Захарофф пожертвував 50 мільйонів £ на користь Союзників, проігнорувавши, що це була лише частина його прибутку. Він став баронетом й віднині до нього можна було звертатися як до сера Безіла Захароффа.

### Післявійськовий бізнес
У наступні роки Захарофф бере участь в справах з більш дрібними силами, які Велика Четвірка, що займалася перерозподілом Європи, з готовністю ігнорувала. Так, він прагне до того, аби Греція та Венізелос отримали частину від послабленої Туреччини. Захарофф схиляє Венізелоса до військових дій. Грецькі війська висадилися у Смірні (Ізмір), де почали терор місцевого населення. Мілітаристсько настроєні греки діяли швидко й успішно. У 1921 році грецькі війська підступали до Анкари. В результаті двадцатидвохденної битви на річці Сакар'я (23 серпня — 13 вересня 1921 р.) грецькі війська зазнали поразки і відступили. В кінці серпня 1922 р. турецькі війська після ретельної підготовки перейшли в генеральний наступ і, розгромивши 30 серпня грецьку армію, звільнили 9 вересня Ізмір, а до 18 вересня 1922 р. повністю вигнали грецьких інтервентів з Анатолії.
В той самий час Захарофф стає учасником двох значних фінансових закладів. В жовтні 1920 року він бере участь в інкорпорації компанії, з якої в майбутньому утворюється нафтовий гігант Бритіш Петролеум. За думкою Василія Захароффа, на нафтовий бізнес чекало велике майбутнє.
Його зв'язки з Луї II, керівником Монако, призвели до купівлі потрапившого до боргової ями Société des Bains de Mer, яке керувало відомим казино Монте-Карло, що було головним джерелом прибутків держави. В нового власника казино знову приносить прибутки. В той самий період Захарофф переконує Клемансо, аби той вніс до Версальського мирного договору 1919 року протекцію прав Монако в тому вигляді, в якому вони були встановлені у 1641 році.

## Особисте життя
Захарофф був одружений з Емілі Енн Барроуз. Вона померла у 1890-х роках. Ходили навіть чутки, що Захарофф не пошкодував для Ллойда Джорджа власної дружини: він сам ініціював роман прем'єра зі своєю першою дружиною, англійкою Емілі Енн Барроуз, після чого той опинився повністю в його владі.
У вересні 1924 року семидесятип'ятилітній Захарофф знову одружився з Марією дель Пілар. Він зустрів Марію дель Пілар біля трьох десятиліть раніше у Східному Експресові поміж Цюрихом та Парижем, де та мала складності з її новим чоловіком, герцогом Марчени. Захароффу довелося почекати. Не зважаючи на те, що герцог незабаром був спрямований до лікарні для душевнохворих, Марія, будучи католичкою, не мала можливості розлучитись. Їм довелося чекати смерті герцога. Марія загинула від інфекції в 1926 році.
Захарофф ліквідує свої активи, полишаючи контроль над казино в Монте-Карло, й починає роботу над мемуарами (його щоденники, які він вів все життя, становили 53 томи). Після того, як мемуари було завершено, їх викрадають. Імовірно, що злочинець сподівався заробити статків на відкритті таємниць великих політичних особистостей Європи. Поліція знаходить мемуари та повертає їх Захароффу, який потім спалює їх.
Захарофф помер 27 листопада 1936 року в Монте-Карло.

## Культурний вплив
За словами Антона Шандора Ла-Вея, засновника Церкви Сатани, Василій Захарофф був серед тих, хто повпливав на формування його світогляду. Також Захарофф став героєм літературних творів. Наприклад, в коміксах «L’Oreille Cassée» його особу було спародійовано в персонажі на ім'я Базіль Базарофф (Basil Bazaroff), який продає зброю обом сторонам в конфлікті, який він сам допоміг розпалити. Василій Захарофф, вочевидь, став одним з прототипів Юрія Орлова (Ніколас Кейдж), протагоніста фільму «Збройовий барон» (2005).

## Висловлювання
Успіх у житті полягає не в тому, аби робити те, що ми любимо, а в тому, аби любити те, що ми робимо.